# Њу Вестон (Охајо)
Њу Вестон (енгл. New Weston) град је у америчкој савезној држави Охајо.

## Демографија
По попису из 2010. године број становника је 136, што је 1 (0,7%) становника више него 2000. године.
| Група             | 2000.       | 2010.       |
| Белци             | 132 (97,8%) | 126 (92,6%) |
| Афроамериканци    | 0 (0,0%)    | 2 (1,5%)    |
| Азијати           | 0 (0,0%)    | 0 (0,0%)    |
| Хиспаноамериканци | 0 (0,0%)    | 7 (5,1%)    |
| Укупно            | 135         | 136         |